# Лассерр (Верхня Гаронна)
Лассе́рр (фр. Lasserre) — колишній муніципалітет у Франції, у регіоні Окситанія, департамент Верхня Гаронна. Населення — 960 осіб (2011).
Муніципалітет був розташований на відстані близько 590 км на південь від Парижа, 23 км на захід від Тулузи.

## Історія
До 2015 року муніципалітет перебував у складі регіону Південь-Піренеї. Від 1 січня 2016 року належав до нового об'єднаного регіону Окситанія.
1-1-2018 Лассерр і Прадер-ле-Бургетс було об'єднано в новий муніципалітет Лассерр-Прадер.

## Демографія
Динаміка населення (INSEE ):
Розподіл населення за віком та статтю (2006):
| Стать | Всього | До 15 років | 15-24 | 25-44 | 45-64 | 65-85 | Понад 85 |
| --- | ------ | ----------- | ----- | ----- | ----- | ----- | -------- |
| Чоловіки | 402    | 90          | 30    | 106   | 146   | 26    | 4        |
| Жінки | 430    | 128         | 34    | 132   | 87    | 41    | 8        |
| \| Статево-вікова піраміда \| Статево-вікова піраміда \| Статево-вікова піраміда \| \| ----------------------- \| ----------------------- \| ----------------------- \| \| Чоловіки \| Вік \| Жінки \| \| 4 \| 85 + \| 8 \| \| 0 \| 80-84 \| 11 \| \| 11 \| 75-79 \| 15 \| \| 11 \| 70-74 \| 11 \| \| 4 \| 65-69 \| 4 \| \| 26 \| 60-64 \| 23 \| \| 23 \| 55-59 \| 26 \| \| 41 \| 50-54 \| 19 \| \| 56 \| 45-49 \| 19 \| \| 38 \| 40-44 \| 45 \| \| 26 \| 35-39 \| 30 \| \| 19 \| 30-34 \| 34 \| \| 23 \| 25-29 \| 23 \| \| 19 \| 20-24 \| 8 \| \| 11 \| 15-20 \| 26 \| \| 30 \| 10-14 \| 30 \| \| 26 \| 5-9 \| 45 \| \| 34 \| 0-4 \| 53 \| |        |             |       |       |       |       |          |
| Статево-вікова піраміда |        |             |       |       |       |       |          |
| Чоловіки | Вік    | Жінки       |       |       |       |       |          |
| 4 | 85 +   | 8           |       |       |       |       |          |
| 0 | 80-84  | 11          |       |       |       |       |          |
| 11 | 75-79  | 15          |       |       |       |       |          |
| 11 | 70-74  | 11          |       |       |       |       |          |
| 4 | 65-69  | 4           |       |       |       |       |          |
| 26 | 60-64  | 23          |       |       |       |       |          |
| 23 | 55-59  | 26          |       |       |       |       |          |
| 41 | 50-54  | 19          |       |       |       |       |          |
| 56 | 45-49  | 19          |       |       |       |       |          |
| 38 | 40-44  | 45          |       |       |       |       |          |
| 26 | 35-39  | 30          |       |       |       |       |          |
| 19 | 30-34  | 34          |       |       |       |       |          |
| 23 | 25-29  | 23          |       |       |       |       |          |
| 19 | 20-24  | 8           |       |       |       |       |          |
| 11 | 15-20  | 26          |       |       |       |       |          |
| 30 | 10-14  | 30          |       |       |       |       |          |
| 26 | 5-9    | 45          |       |       |       |       |          |
| 34 | 0-4    | 53          |       |       |       |       |          |

## Економіка
2010 року серед 621 особи працездатного віку (15—64 років) 475 були активними, 146 — неактивними (показник активності 76,5%, у 1999 році було 71,4%). З 475 активних мешканців працювали 454 особи (253 чоловіки та 201 жінка), безробітними було 21 (10 чоловіків та 11 жінок). Серед 146 неактивних 47 осіб було учнями чи студентами, 45 — пенсіонерами, 54 були неактивними з інших причин.

У 2010 році в муніципалітеті числилось 341 оподатковане домогосподарство, у яких проживали 946,5 особи, медіана доходів виносила 23 882 євро на одного особоспоживача